# Anton Anderko
Anton Anderko (* 15. ledna 1944) je bývalý slovenský a československý politik, po sametové revoluci československý poslanec Sněmovny národů a Sněmovny lidu Federálního shromáždění za Kresťanskodemokratické hnutie.

## Biografie
Ve volbách roku 1990 zasedl za KDH do slovenské části Sněmovny národů (volební obvod Východoslovenský kraj). Ve volbách roku 1992 přešel do Sněmovny lidu. Ve Federálním shromáždění setrval do zániku Československa v prosinci 1992.
V roce 1992 se stal místopředsedou KDH pro regionální politiku. V posledních měsících existence Československa vystupoval v parlamentu proti způsobu dělení společného státu a podporoval řešení v podobě referenda.
Před krajskými volbami na Slovensku roku 2001 kandidoval za Prešovský kraj jako nezávislý kandidát, přičemž tak reagoval na nespokojenost se situací v KDH. KDH přitom ve stanovách deklarovala, že politici, kteří budou kandidovat za jiné subjekty automaticky ztrácejí členství ve straně. V KDH ale Anderko setrval, protože po komunálních volbách na Slovensku v roce 2002 se zmiňuje coby poslanec městského zastupitelstva Prešova.